# كرايغ لوتون
كرايغ لوتون (بالإنجليزية: Craig Lawton)‏ هو لاعب كرة قدم بريطاني في مركز الوسط، ولد في 5 يناير 1972 في Mancot ‏ في المملكة المتحدة. شارك مع منتخب ويلز تحت 21 سنة لكرة القدم. أما مع النوادي، فقد لعب مع بورت فايل ومانشستر يونايتد ونادي بالا تاون ونادي كوناهس كواي.

## وصلات خارجية
- كرايغ لوتون على موقع Soccerbase.com (لاعب) (الإنجليزية)